# حدث أزولا

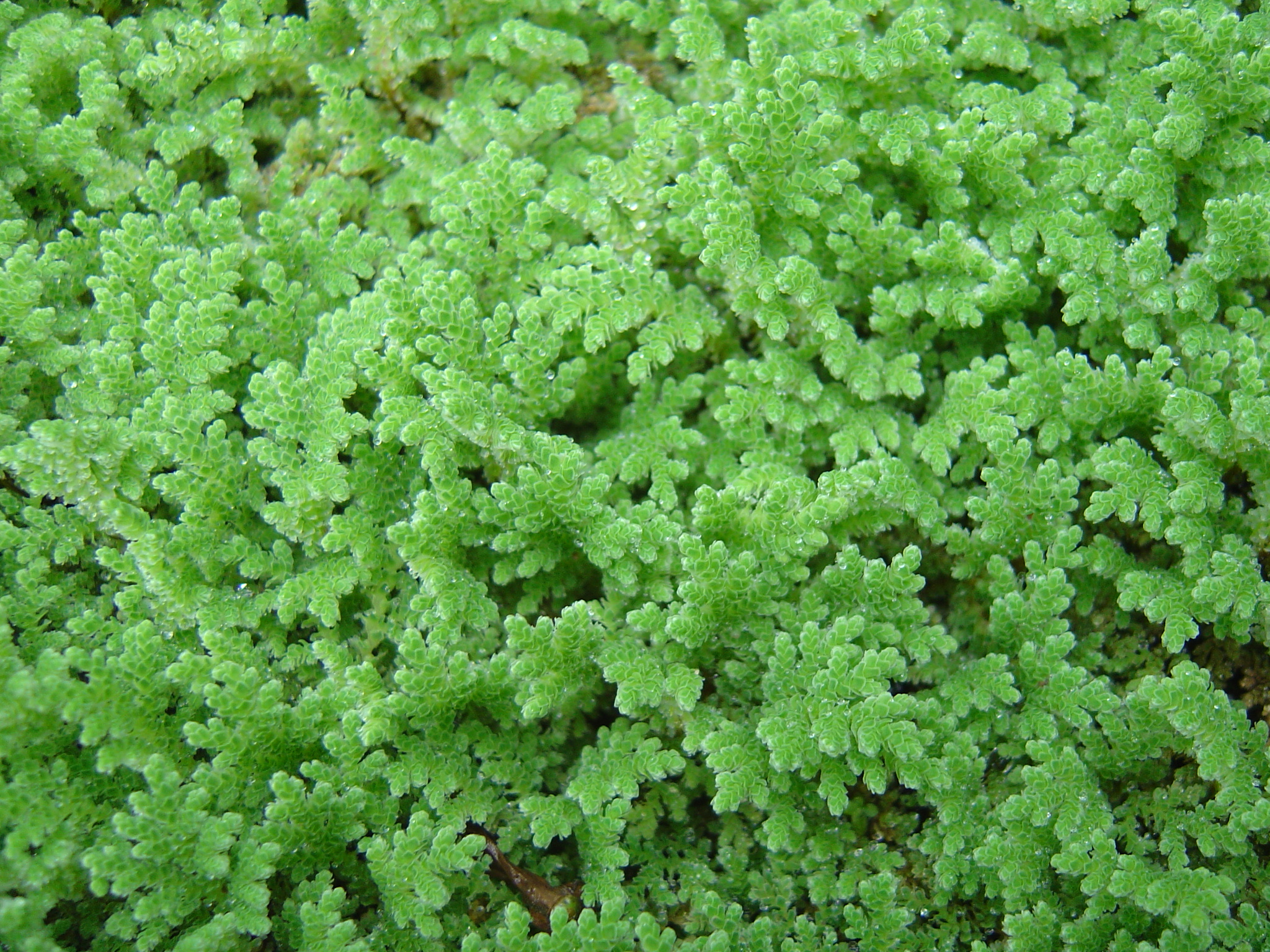
Azolla filiculoides نوع من أنواع السراخس الحديثة، والتي أدى ازدهار نموها قبل حوالي خمسين مليون سنة إلى حدوث تغير في المناخ ووصوله إلى الحالة التي هو عليها اليوم. يطلق على هذه الحادثة اسم حادثة أزولا.

حدث أزولا هو تغير مناخي طرأ على الكرة الأرضية في عصر الإيوسين، وذلك قبل حوالي 49 مليون سنة، حيث حصل ازدهار لنوع من سراخس الماء العذب، يعرف باسم أزولا، وذلك في المناطق القريبة من المحيط المتجمد الشمالي.
يعتقد أن رسوب هذه النباتات إلى قاع المحيط، وتداخلها مع الرسوبيات أدى إلى تناقص تركيز ثنائي أكسيد الكربون في الطبيعة، مما أدى إلى تحويل كوكب الأرض بشكل تدريجي من مناخ تسوده غازات الدفيئة إلى مناخ أكثر اعتدالاً.

## الأدلة الجيولوجية على وقوع الحادثة
عثر في قاع المحيطات على وجود طبقات فتاتية سيليسية تمثل الترسبات الحاصلة من المتعضيات العوالقية، والتي هي نمطية بالنسبة للرسوبات البحرية، وذلك على شكل متناوب مع طبقات ذات سماكة عدة ميليمترات من مستحاثات الأزولا. أظهرت فحوصات علم الطلع والعيارات حسب سجلات الانقلاب الجيومغناطيسي Geomagnetic reversal عالية الدقة أن هذه الحادثة قد دامت حوالي 800 ألف سنة. تتوافق هذه الحادثة بشكل كبير مع الانخفاض المفاجئ لتراكيز غاز ثنائي أكسيد الكربون، والتي تناقصت من 3500 جزء في المليون (ppm) في عصر الإيوسين الأولي إلى حوالي 650 ppm خلال هذه الحادثة.